# 拓殖大学陸上競技部
拓殖大学陸上競技部（たくしょくだいがくりくじょうきょうぎぶ）は、拓殖大学麗澤会体育局の陸上競技チーム。関東学生陸上競技連盟所属。関東インカレでは2部に所属。
2010年から亜細亜大OBで同大学を箱根駅伝初優勝に導いた元同大学陸上競技部監督の岡田正裕が監督を務めた。2019年から亜大優勝メンバーの山下拓郎が監督を務めていたが、2023年に大分東明高校の監督を務めていた駒澤大学OBの井上浩に交代し、更に2025年にコーチを務めていた駒澤大学OBの治郎丸健一に交代した。
箱根駅伝最高順位は7位、往路3位。出雲駅伝は4位。全日本大学駅伝は3位が過去最高成績。箱根駅伝は過去3回区間賞獲得。ロードに強い選手が多く卒業生は多数マラソンで活躍している。2012年ロンドンオリンピック男子マラソン代表2名、2024年パリオリンピック男子マラソン代表1名をそれぞれ輩出。
2016年、女子陸上競技部が独立した部として発足し、ここで解説する。全日本大学女子駅伝優勝をチームの目標に掲げ、2021年に入学した不破聖衣来の活躍で注目されている。学校の女子陸上部公式サイトはこちら。

## 沿革
- 1921年 - 4月創部。[3]
- 1928年 - 関東インカレ3種目で優勝。
- 1933年 - 第14回箱根駅伝初出場。
- 1948年 - 第24回箱根駅伝出場。
- 1958年 - 部が自然消滅する。
- 1965年 - 陸上同好会として再発足。
- 1967年 - 陸上競技部として復活。
- 1970年 - 第46回箱根駅伝出場。
- 1979年 - 第55回箱根駅伝シード権獲得。
- 1997年 - 第73回箱根駅伝出場。
- 1997年 - 全日本大学駅伝出場。
- 1998年 - 第74回箱根駅伝シード権獲得。
- 1998年 - 出雲駅伝初出場。
- 1998年 - 全日本大学駅伝出場。
- 1999年 - 第75回箱根駅伝出場、1区と7区にて区間賞獲得。
- 2001年 - 第77回箱根駅伝出場、5区にて区間賞獲得。
- 2011年 - 第87回箱根駅伝シード権獲得。
- 2014年 - 第90回箱根駅伝シード権獲得。
- 2016年 - 女子陸上競技部が発足。
- 2018年 - 第94回箱根駅伝シード権獲得。

## 箱根駅伝
初出場は戦前の第14回大会（1933年）である。終戦直後に大学名が紅陵大学と改称されていた時期にも2度出場している。
一度陸上競技部が自然消滅していたこともあり、50年代から60年代にかけて長らく出場していなかったが、部が再興された後の第46回大会（1970年）で15年振りに出場を果たす。第60回大会（1984年）の出場を最後に再び長らく不出場が続いたが、大東文化大学OBの米重修一を監督を招聘し強化に乗り出した結果、第73回大会（1997年）で14年振りに出場した。区間賞は3回獲得している。
2000年代に入ってからは予選会で僅差の次点に泣くことも数度あった。2010年から亜細亜大学を初優勝に導いた岡田正裕を監督に招聘し、第87回大会（2011年）には最高順位となる7位を記録したほか、第95回大会にチーム史上初の連続シードを獲得した。第75回大会4区で大ブレーキに泣いた小林史和はその後奮起し、1500Mの日本記録を樹立している。
練習拠点は調布市。2021年からは八王子市に拠点を移す。たすきの色はオレンジ。ユニフォームはシャツがオレンジ・パンツが白。現行デザインとなったのは1995年の第72回大会予選会以降（第73回大会までは胸のマークが現行の「T」ではなく校章であった）で、第70回大会予選会まではシャツが黄色・パンツが白、第71回大会予選会ではシャツが白・パンツが黒で胸に「拓魂」と大書きされたユニフォームを着用していた。

## 主な出身者
陸上競技部（男子）
- 小林史和 - 2002年に1500m走で日本男子記録を樹立
- 藤原新 - JR東日本-レモシステム-東京陸協-ミキハウス-スズキAC所属。2009年世界陸上ベルリン大会・2012年ロンドンオリンピック日本代表（各男子マラソン）、2008年・2010年・2012年東京マラソン各2位、2015年防府読売マラソン優勝
- 高田千春 - 2009年北海道マラソン6位・2010年福岡国際マラソン4位
- 中本健太郎 - 2012年ロンドンオリンピック6位入賞、2011年世界陸上大邱大会10位、2013年世界陸上モスクワ大会5位（各男子マラソン）、2013年別府大分毎日マラソン2位
- 赤﨑暁 - 九電工所属。2024年パリオリンピック男子マラソン6位入賞